# Iva Zanicchi
Iva Zanicchi [ˈiːva dzaˈnikki] (* 18. Januar 1940 in Ligonchio, Provinz Reggio Emilia) ist eine italienische Sängerin, Fernsehmoderatorin und Schauspielerin. Sie gewann dreimal das Sanremo-Festival. Für die italienische Partei Popolo della Libertà war sie von 2008 bis 2014 Mitglied des Europäischen Parlaments.

## Karriere

### Musik, Film und Fernsehen
Zanicchi nahm erstmals 1961 an einem Gesangswettbewerb teil, beim Festival von Castrocaro erreichte sie 1962 das Finale und wurde vom Label Ri-Fi Records unter Vertrag genommen. Ihr Debüt hatte die Sängerin mit der Single Zero in amore / Come un tramonto, wobei beide Lieder von Gorni Kramer für sie geschrieben wurden. Ein erster Erfolg gelang ihr 1964 mit Come ti vorrei, einer italienischen Version des Liedes Cry to Me von Solomon Burke. Beim Sanremo-Festival 1965 präsentierte sie (zusammen mit Gene Pitney) I tuoi anni più belli, verfehlte jedoch das Finale; außerdem nahm sie an Un disco per l’estate teil und veröffentlichte das erste, selbstbetitelte Album.
Schon 1966 kehrte Zanicchi nach Sanremo zurück und konnte diesmal mit La notte dell’addio (mit Vic Dana) das Finale erreichen. Es folgten Teilnahmen an Un disco per l’estate, dem Festival di Napoli und Scala reale (Canzonissima). Bei letztgenannter Show war sie in der „Mannschaft“ von Claudio Villa, mit dem sie anschließend auch beim Sanremo-Festival 1967 Non pensare a me präsentierte. Damit gelang ihr der erste Sieg im Festival (im Jahr des Suizids von Luigi Tenco). Als zweites Album erschien Fra noi, auf dem auch das Lied Ci amiamo troppo enthalten war, ein Cover von River Deep – Mountain High von Ike und Tina Turner. 
Nach einer wenig erfolgreichen Sanremo-Teilnahme 1968 (mit Per vivere von Umberto Bindi, präsentiert zusammen mit Udo Jürgens) gelang Zanicchi bereits 1969 der zweite Sieg: Das Lied Zingara, präsentiert zusammen mit Bobby Solo, war als Favorit ins Rennen gegangen und konnte den Erwartungen entsprechen. Die Version von Solo erreichte im Anschluss auch die Chartspitze. Zanicchi hingegen erhielt die Möglichkeit, Italien beim Eurovision Song Contest 1969 zu vertreten, wo sie mit Due grosse lacrime bianche den 13. Platz (von 16) erreichte. Beim Sanremo-Festival 1970 war Zanicchi wieder unter den Favoriten und landete mit L’arca di Noè (an der Seite von Songwriter Sergio Endrigo) auf dem dritten Platz.
Auch bei Canzonissima hatte sie 1970 mit Un uomo senza tempo Erfolg; das Lied war auf dem Album Iva senza tempo enthalten, während der zweite Wettbewerbsbeitrag Un fiume amaro das Album Caro Theodorakis einleitete, das vollständig von Mikis Theodorakis geschrieben wurde. Im Jahr darauf arbeitete Zanicchi hingegen mit Charles Aznavour zusammen, was im Album Caro Aznavour mündete. Ebenfalls 1971 erschien das Album Shalom, das traditionelle jüdische Lieder enthielt. Ein großer Charterfolg war unterdessen dem Lied La riva bianca, la riva nera beschieden, das die Sängerin bei Un disco per l’estate und Festivalbar präsentiert hatte. Nach dem weiteren Hit Coraggio e paura (enthalten auf dem Album Fantasia 1972) nahm sie 1973 mit Mi ha stregato il viso tuo wieder an Canzonissima teil (das Lied war auf Dall’amore in poi enthalten).
Nach weiteren Albenveröffentlichungen ging Zanicchi beim Sanremo-Festival 1974 mit Ciao, cara, come stai? ins Rennen und konnte zum dritten Mal gewinnen. Bis heute ist sie die einzige Sängerin mit drei Festival-Siegen. 1975 hatte sie mit dem von Roberto Carlos geschriebenen Testarda io einen kleineren Hit und brachte das Album Io sarò la tua idea heraus, das Federico García Lorca gewidmet war. Mit dem Kinderlied Mammatutto kehrte die Sängerin 1976 noch einmal in die Charts zurück, beim Sanremo-Festival 1977 trat sie als Gast in Erscheinung. Nach einer Reihe weiterer Alben beendete sie 1979 die Zusammenarbeit mit ihrer Plattenfirma Ri-Fi.
Beim Sanremo-Festival 1984, zehn Jahre nach ihrer letzten Teilnahme, erreichte sie mit Chi (mi darà) den neunten Platz, konnte aber mit dem Album Quando arriverà nicht an frühere Erfolge anschließen. 1985 debütierte sie als Moderatorin im Fernsehquiz Facciamo un affare auf Canale 5. Während sie ihre Tätigkeit im Fernsehen fortführte, auch für die Rai, gab sie die Musik nicht auf und veröffentlichte Alben wie Care colleghe (1987), Nefertari (1988) oder Come mi vorrei (1991). Daneben trat sie 1998 auch im vielbeachteten Film Die entfesselte Silvesternacht von Marco Risi als Schauspielerin in Erscheinung.
2001 erschien Zanicchis Autobiografie Polenta di castagne. Beim Sanremo-Festival 2003 erreichte sie mit Fossi un tango den letzten Platz, anschließend veröffentlichte sie ein Tango-Album. Bei ihrer zehnten Sanremo-Teilnahme 2009 mit Ti voglio senza amore verfehlte Zanicchi das Finale. 2009 und 2013 erschienen weitere Alben. Mit Voglio amarti gelang der Sängerin beim Sanremo-Festival 2022 ein 18. Platz.

### Politik
2004 war Zanicchi Kandidatin der Forza Italia für einen Sitz im Europäischen Parlament. Mit 35.000 Wählerstimmen verpasste sie zunächst den Einzug ins Parlament. Im Mai 2008 rückte sie als Vertreterin der Nachfolgepartei PdL auf den Platz von Mario Mantovani nach, der sein Parlamentsmandat aufgab, um einen Sitz im italienischen Senat anzunehmen. In den Wahlen von Juni 2009 wurde sie von den Wählern bestätigt. Als EU-Parlamentarierin war sie in der Periode 2009 bis 2014 Mitglied der Fraktion der Europäischen Volkspartei (Christdemokraten) und Stellvertretende Vorsitzende im Entwicklungsausschuss. Sie war Mitglied in der Delegation in der Paritätischen Parlamentarischen Versammlung AKP-EU. Als Stellvertreterin war sie im Ausschuss für Kultur und Bildung sowie in der Delegation für die Beziehungen zu den Vereinigten Staaten. Nachdem sie 2014 nicht wiedergewählt worden war, erklärte Zanicchi ihren Rückzug aus der Politik.

## Diskografie

### Alben
| Jahr | Titel Musiklabel       | Höchstplatzierung, Gesamtwochen, AuszeichnungChartsChartplatzierungen (Jahr, Titel, Musiklabel, Platzierungen, Wochen, Auszeichnungen, Anmerkungen) | Anmerkungen |
| Jahr | Titel Musiklabel       | IT | Anmerkungen |
| ---- | ---------------------- | --- | ----------- |
| 1970 | Caro Theodorakis RiFi  | IT4 (36 Wo.)IT |             |
| 1971 | Caro Aznavour RiFi     | IT7 (12 Wo.)IT |             |
| 1972 | Shalom RiFi            | IT21 (10 Wo.)IT |             |
| 1973 | Dall’amore in poi RiFi | IT22 (8 Wo.)IT |             |
| 1973 | Eccezionale Iva RiFi   | IT25 (1 Wo.)IT |             |
| 2013 | In cerca di te –       | IT60 (1 Wo.)IT |             |

Weitere Alben
- 1965: Iva Zanicchi
- 1967: Fra noi
- 1968: Unchained Melody
- 1970: Iva senza tempo
- 1972: Fantasia
- 1973: Le giornate dell’amore
- 1973: Dolce notte santa notte
- 1974: Io ti propongo
- 1974: ¿Chao Iva còmo estas?
- 1975: Io sarò la tua idea
- 1976: Confessioni
- 1976: The Golden Orpheus ’76 (live in Bulgaria)
- 1976: Cara Napoli
- 1978: Con la voglia di te
- 1978: Playboy
- 1980: D’Iva
- 1980: D’Iva (in spagnolo)
- 1981: Iva Zanicchi
- 1981: Nostalgias
- 1982: Yo, por amarte
- 1984: Quando arriverà
- 1984: Iva 85
- 1987: Care colleghe
- 1988: Nefertari
- 1991: Come mi vorrei
- 2003: Fossi un tango
- 2009: Colori d’amore

### Singles (Italien)
| Jahr | Titel Album                                  | Höchstplatzierung, Gesamtwochen, AuszeichnungChartsChartplatzierungen (Jahr, Titel, Album, Platzierungen, Wochen, Auszeichnungen, Anmerkungen) | Anmerkungen                                         |
| Jahr | Titel Album                                  | IT | Anmerkungen                                         |
| ---- | -------------------------------------------- | --- | --------------------------------------------------- |
| 1967 | Non pensare a me Fra noi                     | IT15 (1 Wo.)IT | B-Seite: Vita                                       |
| 1968 | La felicità Unchained Melody                 | IT17 (2 Wo.)IT | B-Seiten: Anche così / Ci vuole così poco           |
| 1969 | Zingara Iva senza tempo                      | IT5 (11 Wo.)IT | B-Seite: Io sogno                                   |
| 1970 | L’arca di Noè Iva senza tempo                | IT12 (7 Wo.)IT | B-Seite: Aria di settembre                          |
| 1970 | Un uomo senza tempo Iva senza tempo          | IT19 (10 Wo.)IT | B-Seite: Un attimo                                  |
| 1970 | Un fiume amaro Caro Theodorakis              | IT2 (28 Wo.)IT | B-Seiten: Il sogno è fumo / Tienimi con te          |
| 1971 | Una storia di mezzanotte –                   | IT16 (7 Wo.)IT | B-Seite: Il bimbo e la gazzella                     |
| 1971 | La riva bianca, la riva nera –               | IT2 (20 Wo.)IT | B-Seite: Tu non sei più innamorato di me            |
| 1972 | Coraggio e paura Fantasia                    | IT3 (14 Wo.)IT | B-Seite: Sciogli i cavalli al vento                 |
| 1973 | Mi ha stregato il viso tuo Dall’amore in poi | IT5 (12 Wo.)IT | B-Seite: A te                                       |
| 1974 | Ciao, cara, come stai? –                     | IT4 (9 Wo.)IT | B-Seite: Vendetta                                   |
| 1975 | Testarda io Io ti propongo                   | IT10 (14 Wo.)IT | B-Seiten: Sei tornato a casa tua / E la notte è qui |
| 1976 | Mamma tutto –                                | IT6 (13 Wo.)IT | B-Seite: Dormi, amore dormi                         |
| 2022 | Voglio amarti –                              | IT52 (1 Wo.)IT | Beitrag zum Sanremo-Festival 2022                   |

Weitere Singles
- 1963: Zero in amore / Come un tramonto
- 1963: Tu dirai / Sei ore
- 1964: Come ti vorrei / La nostra spiaggia
- 1964: Credi / Resta sola come sei
- 1964: Come ti vorrei / Chi potrà amarti
- 1965: I tuoi anni più belli / Un altro giorno verrà
- 1965: Accarezzami amore / Mi cercherai
- 1965: Caro mio / Non tornar mai
- 1966: La notte dell’addio / Caldo è l’amore
- 1966: Fra noi / Gold Snake
- 1966: Ma pecché / Tu saje a verità
- 1966: Monete d’oro / Ci amiamo troppo
- 1967: Quel momento / Dove è lui
- 1967: Le montagne (ci amiamo troppo) / Vivere non vivere
- 1967: Dolcemente / Come stai bene e tu?
- 1968: Per vivere / Non accetterò
- 1968: Amore amor / Sleeping
- 1968: Senza catene / Diverso dagli altri
- 1969: Due grosse lacrime bianche / Tienimi con te
- 1969: Un bacio sulla fronte / Accanto a te
- 1969: Che vuoi che sia / Perché mai
- 1969: Vivrò / Estasi d’amore
- 1972: Ma che amore / Il mio bambino
- 1972: Nonostante lei / Non scordarti di me
- 1972: Alla mia gente / Dall’amore in poi
- 1972: La mia sera / Il sole splende ancora
- 1973: I mulini della mente / Basterà
- 1973: Le giornate dell’amore / Chi mi manca é lui
- 1973: White Christmas / Natale dura un giorno (mit Fred Bongusto)
- 1974: L’indifferenza / Sarà domani
- 1975: Io sarò la tua idea / Jesus
- 1976: I discorsi tuoi / Confessioni
- 1977: Arrivederci padre / Che uomo sei
- 1977: Munasterio ’e Santa Chiara / ’O destino
- 1977: Mal d’amore / Selvaggio
- 1978: Con la voglia di te / Sei contento
- 1979: Per te / Pronto 113
- 1979: La valigia / Ditemi
- 1979: A parte il fatto / Capirai
- 1981: Ardente / E tu mai
- 1983: Aria di luna / Amico
- 1984: Chi (mi darà) / Comandante
- 1984: Quando arriverà / Sera di vento
- 1985: Da domani senza te / Aria di luna
- 1987: Volo / Uomini e no
- 2001: Ho bisogno di te
- 2009: Ti voglio senza amore

## Filmografie
- 1966: La notte dell’addio
- 1967: Una ragazza tutta d’oro
- 1979: La carpa del amor
- 1998: Die entfesselte Silvesternacht (L’ultimo capodanno)
- 2005–2010: Caterina e le sue figlie (Fernsehserie, drei Staffeln)
- 2017: W gli sposi

## Belege
1. ↑  Iva Zanicchi: “Da oggi non sono più una politica”. In: LiberoQuotidiano.it. Editoriale Libero, 26. Mai 2014, archiviert vom Original (nicht mehr online verfügbar) am 27. Mai 2014; abgerufen am 14. April 2015 (italienisch).  Info: Der Archivlink wurde automatisch eingesetzt und noch nicht geprüft. Bitte prüfe Original- und Archivlink gemäß Anleitung und entferne dann diesen Hinweis.
2. ↑  Chartquellen (Alben):
  - M&D-Chartarchiv. Musica e dischi, archiviert vom Original (nicht mehr online verfügbar) am 18. August 2007; abgerufen am 22. Mai 2018 (italienisch, kostenpflichtiger Abonnement-Zugang).  Info: Der Archivlink wurde automatisch eingesetzt und noch nicht geprüft. Bitte prüfe Original- und Archivlink gemäß Anleitung und entferne dann diesen Hinweis.
  - Alben von Iva Zanicchi. In: Italiancharts.com. Hung Medien, abgerufen am 22. Mai 2018.
3. ↑  M&D-Chartarchiv. Musica e dischi, archiviert vom Original (nicht mehr online verfügbar) am 18. August 2007; abgerufen am 22. Mai 2018 (italienisch, kostenpflichtiger Abonnement-Zugang).  Info: Der Archivlink wurde automatisch eingesetzt und noch nicht geprüft. Bitte prüfe Original- und Archivlink gemäß Anleitung und entferne dann diesen Hinweis.

| Personendaten    | Personendaten                               |
| ---------------- | ------------------------------------------- |
| NAME             | Zanicchi, Iva                               |
| KURZBESCHREIBUNG | italienische Sängerin und Politikerin, MdEP |
| GEBURTSDATUM     | 18. Januar 1940                             |
| GEBURTSORT       | Ligonchio, Provinz Reggio Emilia            |